# Garita (Alajuela)
Garita, popularmente conocido como La Garita, es el distrito decimotercero del cantón de Alajuela, en la provincia de Alajuela, de Costa Rica.

## Historia
Garita fue creado el 6 de noviembre de 1922 por medio de Decreto 28.

## Geografía
Garita cuenta con un área de 33,9 km² y una altitud media de 610 m s. n. m.

## Demografía
Para el año 2022, Garita cuenta con una población estimada de 9296 habitantes, y para el último censo efectuado, en 2011, Garita contaba con una población de 7277 habitantes.

## Localidades
La villa de Garita se encuentra a 16 km al oeste de la ciudad de Alajuela. 
El distrito incluye los poblados de Animas, Cuesta Colorada, Copeyal, Horcones, Lagos del Coyol, Llanos, Mandarina, Manolos, Mina, Montesol, Monticel y Saltillo.
En Garita se encuentran ubicados los terrenos del Rescate Wildlife Rescue Center (antes Rescate Animal Zoo Ave) y se pueden observar varios viveros, y el Botanical Orchid Garden.

## Economía
El Coyol Free Zone & Business Park, el parque industrial más grande de Centroamérica se encuentra en este distrito, posee  fábricas de alta tecnología, como Boston Scientific, Hologic, Beam One, ST Jude Medical, MOOG, SENSIENT, y otras.

## Transporte

### Carreteras
Al distrito lo atraviesan las siguientes rutas nacionales de carretera:
- Ruta nacional 1
- Ruta nacional 3
- Ruta nacional 136
- Ruta nacional 721